# Cerro Las Minas
Der Cerro Las Minas, oder auch Cerro de Celaque, ist ein inaktiver Vulkan und mit seinen 2849 Metern (nach anderen Angaben 2870 Metern) der höchste Berg des mittelamerikanischen Staates Honduras. Er befindet sich im Gebirgszug Cordillera de Celaque, im Departamento Lempira und ist dessen höchster Gipfel.